# Mariano Moreno (Azuay)
Mariano Moreno ist eine Ortschaft und eine Parroquia rural („ländliches Kirchspiel“) im Kanton Gualaceo der ecuadorianischen Provinz Azuay. Die Parroquia besitzt eine Fläche von 33,8 km². Die Einwohnerzahl lag im Jahr 2010 bei 2616.

## Lage
Die Parroquia Mariano Moreno liegt am Westrand der Cordillera Real. Das Verwaltungsgebiet erstreckt sich über das obere und nördliche Einzugsgebiet des Río San José, ein kleiner rechter Nebenfluss des Río Santa Bárbara. Der Unterlauf des Río San José verläuft entlang der südlichen Verwaltungsgrenze nach Westen. Im Westen reicht die Parroquia bis zum Río Santa Bárbara und Río Paute. Der Hauptort Mariano Moreno, auch als "Callasay" bekannt, liegt auf einer Höhe von 2740 m, 6,5 km nordöstlich vom Kantonshauptort Gualaceo. Die östliche Verwaltungsgrenze bildet ein 3400 m hoher Bergkamm.
Die Parroquia Mariano Moreno grenzt im Norden an den Kanton Guachapala, im Osten an die Parroquias El Pan und San Vicente (beide im Kanton El Pan), im Süden an die Parroquias Daniel Córdova Toral und Luis Cordero Vega, im Südwesten an die Parroquia Gualaceo sowie im Westen und im Nordwesten an die Parroquias El Cabo und Chicán (beide im Kanton Paute).

## Geschichte
Die Parroquia Mariano Moreno wurde am 1. Februar 1940 gegründet und von der Parroquia Daniel Córdova Toral, welche noch wenige Jahre zuvor "El Oriente" hieß, abgespalten. Namensgeber der Parroquia war Mariano Moreno Abad, 1877–1881 Gouverneur der Provinz Azuay.

## Wirtschaft
In der Parroquia Mariano Moreno wird Landwirtschaft betrieben. Es werden u. a. Mais, Garten- und Ackerbohnen, Erbsen, Kartoffeln, Zwiebeln und Obst angebaut. Des Weiteren wird Milchwirtschaft, Viehzucht (Schweine, Schafe, Meerschweinchen) und Geflügelzucht betrieben.